# Международная (станция метро)

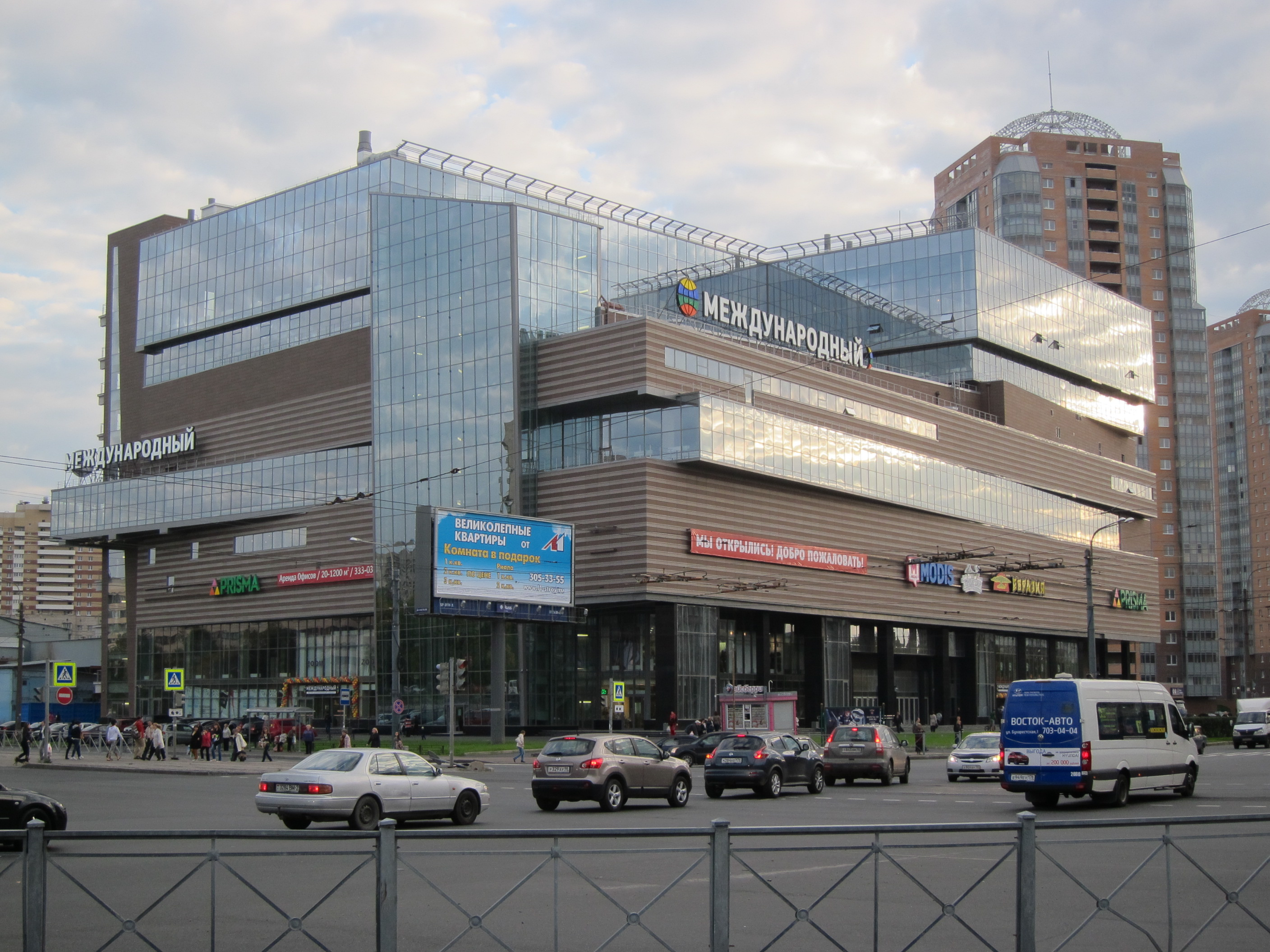
ТРК «Международный» в 2012 году

«Междунаро́дная» — станция Петербургского метрополитена. Расположена между станциями «Бухарестская» и «Проспект Славы». Открыта 28 декабря 2012 года в составе четвёртого пускового комплекса первой очереди Фрунзенско-Приморской линии Петербургского метрополитена «Волковская» — «Международная». До 3 октября 2019 года являлась конечной станцией Фрунзенского радиуса.

## Название
Наименование станции объясняется её расположением в районе, названия многим улицам которого присвоены в честь городов и общественных деятелей стран Восточной Европы, входивших в Организацию Варшавского договора, и Финляндии. Например, Бухарестская, Будапештская, Турку, Белы Куна и прочие. Проектное название станции — «Улица Белы Куна».

## Наземные сооружения
Вестибюль станции встроен в 9-этажный торговый комплекс «Международный» и расположен юго-западнее пересечения улиц Бухарестской и Белы Куна.

## Подземные сооружения
«Международная» — колонная станция глубокого заложения. В 2004 году рассматривался вариант вывода линии на поверхность за станцией «Волковская» с возможностью сооружения наземных станций «Бухарестская» и «Международная», однако впоследствии от него отказались.
Центральный зал станции освещается полосами закарнизных светильников; в перронных залах используется только закарнизное освещение. Пол отделан серым гранитом, колонны обшиты золотистыми латунными листами с перилами такого же цвета. Южный торец центрального нефа украшает мозаичное панно с изображением Атланта, держащего небесную сферу. Слева от панно располагается задел под переход на станцию Кольцевой линии в виде двух поднимающихся и упирающихся в стену лестниц с золотистыми латунными полуколоннами между ними и с перилами, как в центральном зале.
В северном торце станции располагается наклонный ход, содержащий 4 эскалатора. В эскалаторном зале размещается мозаичное панно, изображающее фрагменты из жизни и мифологии различных древних народов — греков, вавилонян, римлян и т. п.

## Путевое развитие
За станцией расположен трёхстрелочный оборотный тупик. До открытия в 2019 году участка «Международная» — «Шушары» поезда оборачивались в этом тупике.

## Строительство

### Сроки открытия
Станция проектировалась и строилась на протяжении длительного времени, и срок её ввода в строй неоднократно переносился.
По данным на 2 сентября 2010 года открытие станции было запланировано на август 2012 года. В начале декабря 2012 года на станциях Петербургского метро было размещено объявление о том, что станции «Бухарестская» и «Международная» будут открыты 27 декабря 2012 года. Однако позднее, 15 декабря 2012 года, информация на объявлениях была изменена, дату открытия указанных станций перенесли на 28 декабря 2012 года.

### Хронология проведения работ
2009 год:
- По состоянию на конец октября на линии 5 проложен только один путевой тоннель. Работы по проходке второго заморожены на участке от «Волковской» до «Бухарестской», причём не доходя до последней всего несколько сотен метров[4].
- Декабрь: наклонный ход пройден, ведутся работы по сооружению конструкций станции.

2010 год:
- Январь: в левом станционном тоннеле смонтированы все 15 колонн, переборка правого временно приостановлена.
- Март: завершены работы по сооружению правого станционного тоннеля. Оба боковых станционных тоннеля полностью пройдены. Возобновлены работы по переборке правого тоннеля.
- Апрель: завершены работы по сооружению верхнего свода натяжной камеры, начата проходка верхнего свода среднего станционного тоннеля и разработка ядра натяжной камеры.
- Май: начато сооружение обратного свода натяжной камеры.
- Июнь: начата разработка породы ядра среднего станционного тоннеля, начат монтаж боковых платформ станции, продолжается проходка верхнего свода среднего станционного тоннеля (на конец месяца пройдено 70 метров из 165), завершено сооружение натяжной камеры.
- Июль: начато сооружение обратного свода среднего станционного тоннеля.
- 2 сентября: правительство объявило о том, что состоялся конкурс на поставку эскалаторов на станцию. Его выиграл ЭЛЭС[5]. В этот день было проведено совещание правительства по развитию метрополитена, которое проходило под руководством Валентины Матвиенко. На нём было сказано, что на станции полностью завершена проходка левого и правого станционных тоннелей, осуществляется проходка верхнего свода центрального зала и обустройство совмещённой тяговой подстанции. Наклонный ход станции полностью пройден, выполнен и нижний свод веерной части. В натяжной камере ведутся разработка грунта и бетонные работы. Вестибюль также находится в стадии активного строительства: в котловане произведены гидроизоляция и вязка арматуры. Генеральный директор ЗАО «Адамант» Дилявер Меметов подтвердил сроки строительства здания торгового центра, в котором будет расположен вестибюль. На момент проведения совещания строительство торговых комплексов находилось на стадии разработки документации[6].

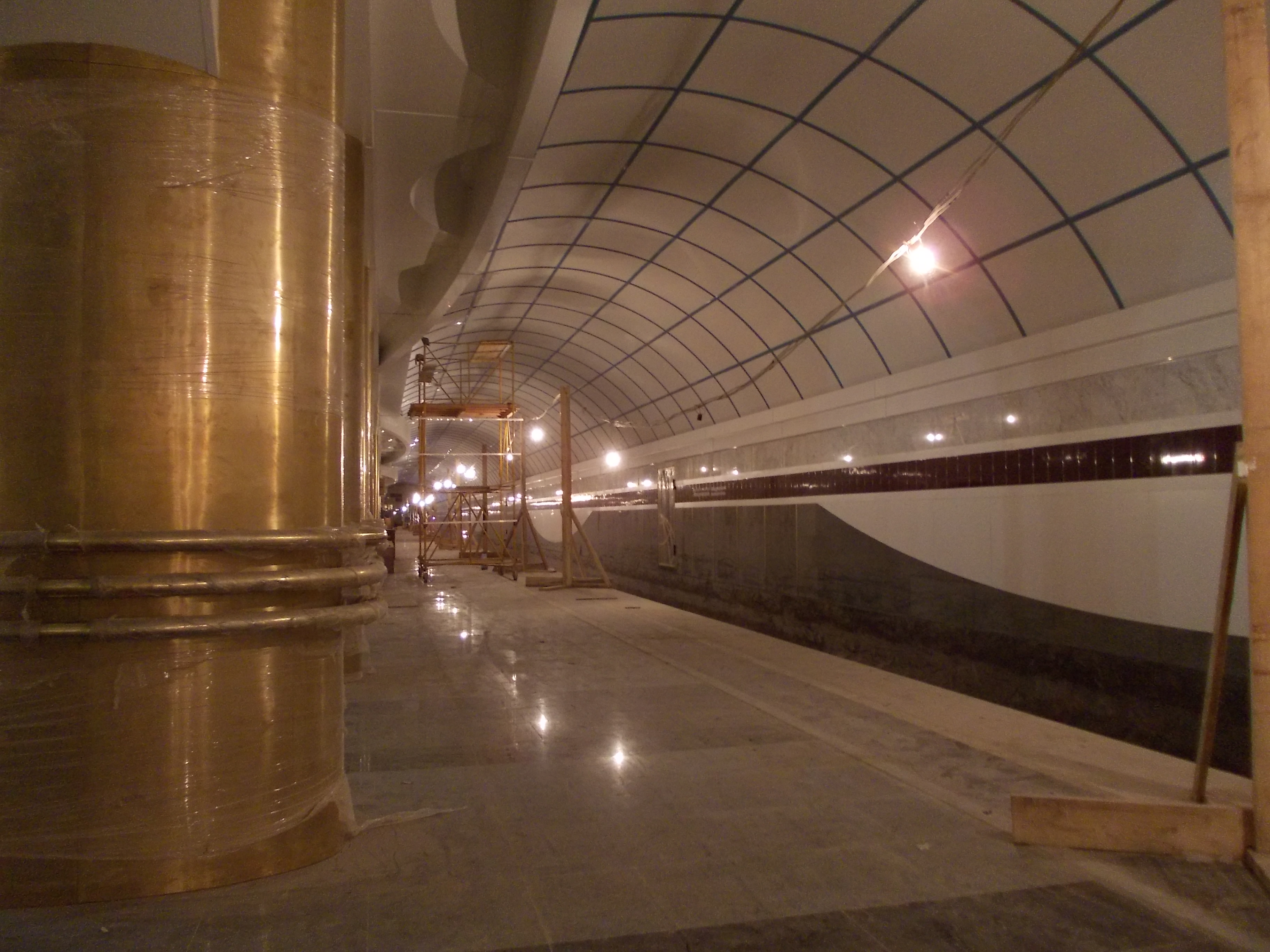
Платформа Международной незадолго до открытия.

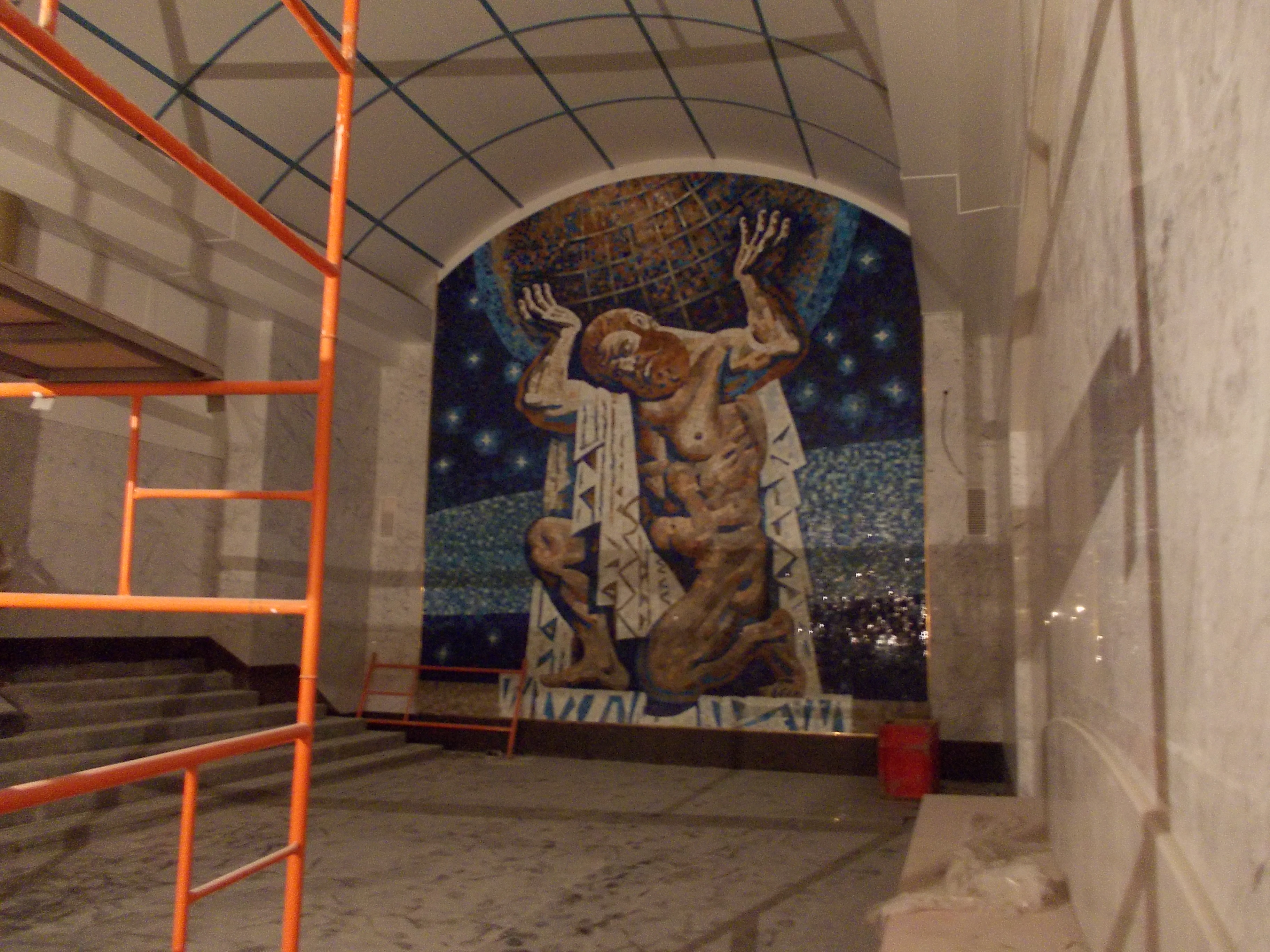
Панно Международной незадолго до открытия.

- 3 октября: Окончена проходка перегонного тоннеля на участке «Бухарестская» — «Международная» (I путь).
- 22 ноября: завершена проходка верхнего свода среднего станционного тоннеля. На обратном своде установлено 176 колец из 220.
- 24 декабря: завершена проходка обратного свода среднего станционного тоннеля. Все станционные тоннели пройдены полностью. Из проходческих работ по станции осталась только проходка санузла. После проходки санузла (начало проходки в середине января 2011 года) все капитальные работы по станции будут завершены на 100 %.

2011 год:
- 27 января: начаты работы по строительству вестибюля и торгового центра.
- Февраль: Все горные работы на станции завершены. За станцией осталось только пройти средний тупик.
- 6 апреля: Завершена проходка среднего тупика, и уже ведётся щитовая проходка ППТ в сторону станции «Проспект Славы» — на данный момент пройдено 10 колец.
- Июнь: Горные работы завершены, началась отделка станции и строительство вестибюля.

2012 год:
- Июль. Станцию подключили к сетям «Ленэнерго»[7].
- 24 августа. Открыт для посетителей ТРК «Международный», в котором располагается вестибюль станции[8].
- 4 декабря. Пропуск пробного поезда[9].
- 4—26 декабря. Обкатка нового участка. В вестибюле станции установлены турникеты АСКОПМ, ведутся работы по благоустройству территории.
- 28 декабря. В 12:00 состоялся торжественный митинг, посвящённый открытию новых станций, и 66-я и 67-я станции петербургского метрополитена приняли первых пассажиров.

## Факты
- К открытию станции были изготовлены именные жетоны станции[10].
- Мозаичное панно с изображением Атланта, размещённое на станции, было подвергнуто «цензуре» — изображение пениса было «задрапировано»[11].

## Перспективы
Планируется строительство перехода на станцию «Международная-2» Кольцевой линии (после 2030 года).

## Фотографии
|                                         |                                    |                       |                                                              |                   |                 |
| Центральный зал станции в день открытия | Мозаичное панно в центральном зале | Перронный зал станции | Задел под переход на перспективную станцию «Международная-2» | Вестибюль станции | Вход на станцию |

## Наземный транспорт

### Автобусные маршруты

#### Городские
| №  | Пересадки | Конечный пункт 1       | Конечный пункт 2                               |
| -- | --- | ---------------------- | ---------------------------------------------- |
| 12 | Проспект Большевиков Ломоносовская Электросила                                                                                  | проспект Солидарности  | Рощинская улица                                |
| 31 | Московская Проспект Славы Елизаровская                                                                                          | улица Костюшко         | Площадь Бехтерева                              |
| 54 | Купчино Проспект Славы Бухарестская Волковская Обводный канал Лиговский проспект Площадь Восстания Маяковская Московский вокзал | Малая Балканская улица | Смольный                                       |
| 91 | Бухарестская Волковская Обводный канал Лиговский проспект                                                                       | Сортировочная          | Площадь Восстания Маяковская Московский вокзал |
| 95 | Электросила Ломоносовская Елизаровская                                                                                          | Рощинская улица        | проспект Александровской фермы                 |

#### Пригородные
| №    | Пересадки                                                                                              | Конечный пункт 1 | Конечный пункт 2 |
| ---- | --- | ---------------- | ---------------- |
| 801  | Волковская Бухарестская Проспект Славы Ломоносовская Лодейное Поле                                     | Обводный канал   | Винницы          |
| 856  | Волковская Бухарестская Проспект Славы Ломоносовская Волховстрой Гостинополье Андреево Волхов-Пристань | Обводный канал   | Кириши           |
| 856в | Бухарестская Проспект Славы Ломоносовская Волховстрой Гостинополье Андреево Волхов-Пристань            | Волковская       | Кириши           |
| 860  | Волковская Бухарестская Проспект Славы Ломоносовская                                                   | Обводный канал   | Тихвин           |
| 863  | Волковская Бухарестская Проспект Славы Ломоносовская Лодейное Поле Инема                               | Обводный канал   | Старая Слобода   |
| 864  | Волковская Бухарестская Проспект Славы Ломоносовская                                                   | Обводный канал   | Лодейное Поле    |
| 865  | Волковская Бухарестская Проспект Славы Ломоносовская Лодейное Поле                                     | Обводный канал   | Подпорожье       |
| 867  | Волковская Бухарестская Проспект Славы Ломоносовская                                                   | Обводный канал   | Бокситогорск     |
| 869  | Волковская Бухарестская Проспект Славы Ломоносовская Тихвин Пикалёво                                   | Обводный канал   | Пикалёво         |
| 896  | Волковская Бухарестская Проспект Славы Ломоносовская Тихвин                                            | Обводный канал   | Шугозеро         |

### Трамвайные маршруты
| №  | Пересадки                                                                          | Конечный пункт 1       | Конечный пункт 2       |
| -- | ---------------------------------------------------------------------------------- | ---------------------- | ---------------------- |
| 25 | Проспект Славы Бухарестская Волковская Обводный канал Лиговский проспект           | Купчино                | улица Марата           |
| 43 | Проспект Славы Бухарестская Электросила                                            | Купчино                | Московские ворота      |
| 45 | Дунайская Проспект Славы Бухарестская Парк Победы Московская                       | Купчино                | проспект Юрия Гагарина |
| 49 | Дунайская Проспект Славы Бухарестская Волковская Обводный канал Лиговский проспект | Малая Балканская улица | улица Марата           |

### Троллейбусные маршруты
| №  | Пересадки                                    | Конечный пункт 1 | Конечный пункт 2 |
| -- | -------------------------------------------- | ---------------- | ---------------- |
| 35 | Проспект Славы Московская Ленинский проспект | Сортировочная    | проспект Героев  |
| 36 | —                                            | Сортировочная    | Электросила      |